# Coupe intercontinentale de futsal 2004
Navigation
2001 2005
La Coupe intercontinentale de futsal 2004 est la septième édition de la compétition, la première reconnue par la FIFA.
Le tournoi se tient pour la première fois depuis 2001. Le champion sud-américain A Carlos Barbosa F remporte son groupe serré face aux Belges d'Action 21 Charleroi, tandis que le champion européen Playas de Castellón FS survole le sien. En finale, les Brésiliens l'emportent et renforcent la domination auriverde sur la compétition avec un cinquième titre.

## Format de la compétition
Les six équipes sont réparties en deux groupes. Leurs trois membres s'affrontent une fois chacun en tournoi toutes rondes.
Les deux poules sont ensuite croisées. Les deux premiers s'affrontent pour le titre, les deuxièmes pour la troisième place et les troisièmes pour la cinquième position.

## Clubs participants
Chaque continent possède au moins un représentant. Les vainqueurs de compétitions continentales sont présents : le champion sud-américain de la Copa Libertadores, Carlos Barbosa, ainsi que les finalistes européens de la Coupe de l'UEFA, Playas de Castellón FS et Action 21 Charleroi.
Les champions du Maroc, du Japon et des États-Unis représentent leur continent.
| Confédération | Club                   | Qualification                             |
| ------------- | ---------------------- | ----------------------------------------- |
| CONMEBOL      | Carlos Barbosa         | vainqueur de la Copa Libertadores 2003    |
| UEFA          | Action 21 Charleroi    | finaliste de la Coupe de l'UEFA 2002-2003 |
| UEFA          | Playas de Castellón FS | vainqueur de la Coupe de l'UEFA 2002-2003 |
| CAF           | Ajax Tanger            | champion du Maroc                         |
| AFC           | PSTC Londrina          | champion du Japon                         |
| CONCACAF      | World United FC        | champion des États-Unis                   |

## Matchs de classement
Les trois équipes du groupe A remportent leur match de classement.
| 1re place       | Carlos Barbosa | 6 – 3 | Playas de Castellón FS |           |           |
| 22 février 2004 |                |       |                        | Barcelone | Barcelone |

| 3e place        | Action 21 Charleroi | 8 – 4 | PSTC Londrina |           |           |
| 22 février 2004 |                     |       |               | Barcelone | Barcelone |

| 5e place        | Ajax Tanger | 7 – 5 | World United FC |           |           |
| 22 février 2004 |             |       |                 | Barcelone | Barcelone |